# Піку-ду-Аріейру
Пі́ку-ду-Аріе́йру (порт. Pico do Arieiro) — вершина острова Мадейри (Португалія), висота — 1818 метрів. Знаходиться на території муніципалітету Фуншала, у його північній частині.
Є третьою найвищою вершиною острова, після Піку-Руйву та Піку-даш-Торреш.
Доступна автомобільним транспортом, оскільки знаходиться по дорозі між містами Фуншалом та Сантаною.
Насправді вершина має висоту лише 1810 метрів, інших 8 є штучними, що включають оглядовий майданчик з залізобетону та геодезичний знак.
Вершина є популярним об'єктом туризму протягом усього року. Розташована відносно близько до Піку-Руйву (найвища вершина острова з висотою 1862 м), разом з якою є частиною гірського маршруту «Піку-ду-Аріейру—Піку-Руйву», загальна довжина якого становить 5,6 або 7 км і займає 3 або 3,5 години за нормальних умов залежно від обраного варіанту маршруту (рекомендується лише для досвідчених).

## Галерея

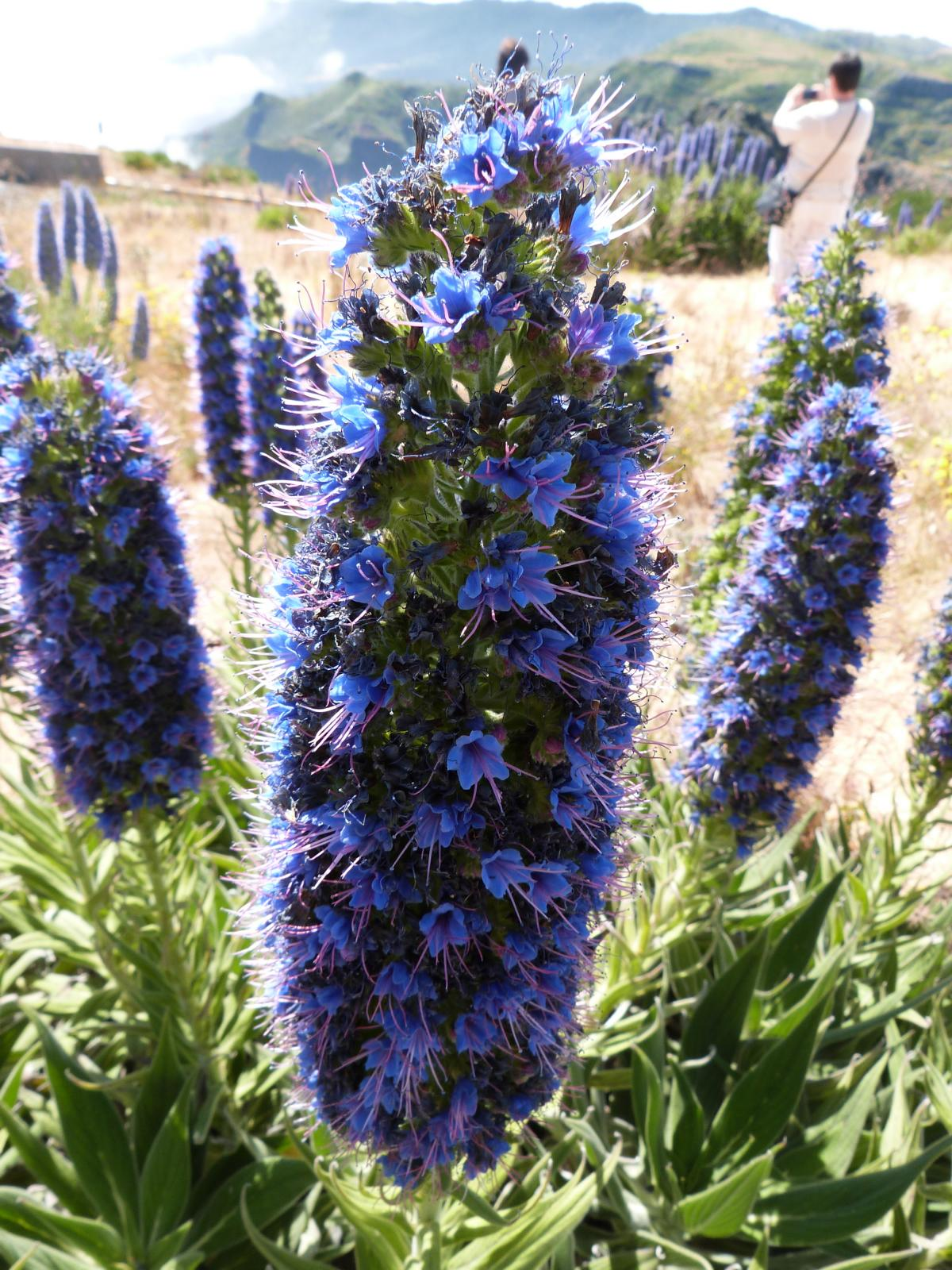
Echium nervosum на Піку-ду-Аріейру
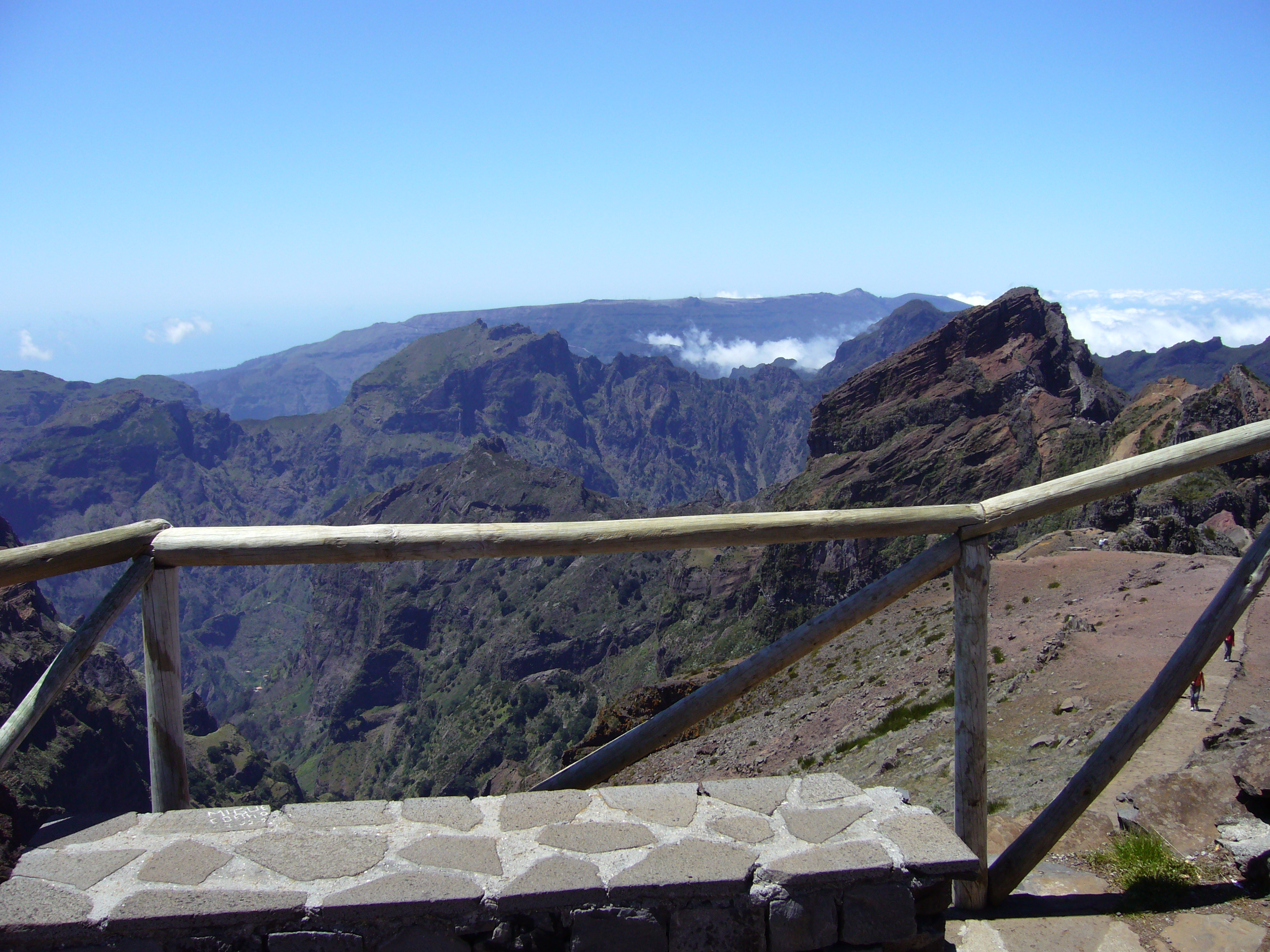
Панорамний краєвид з оглядового майданчика вершини
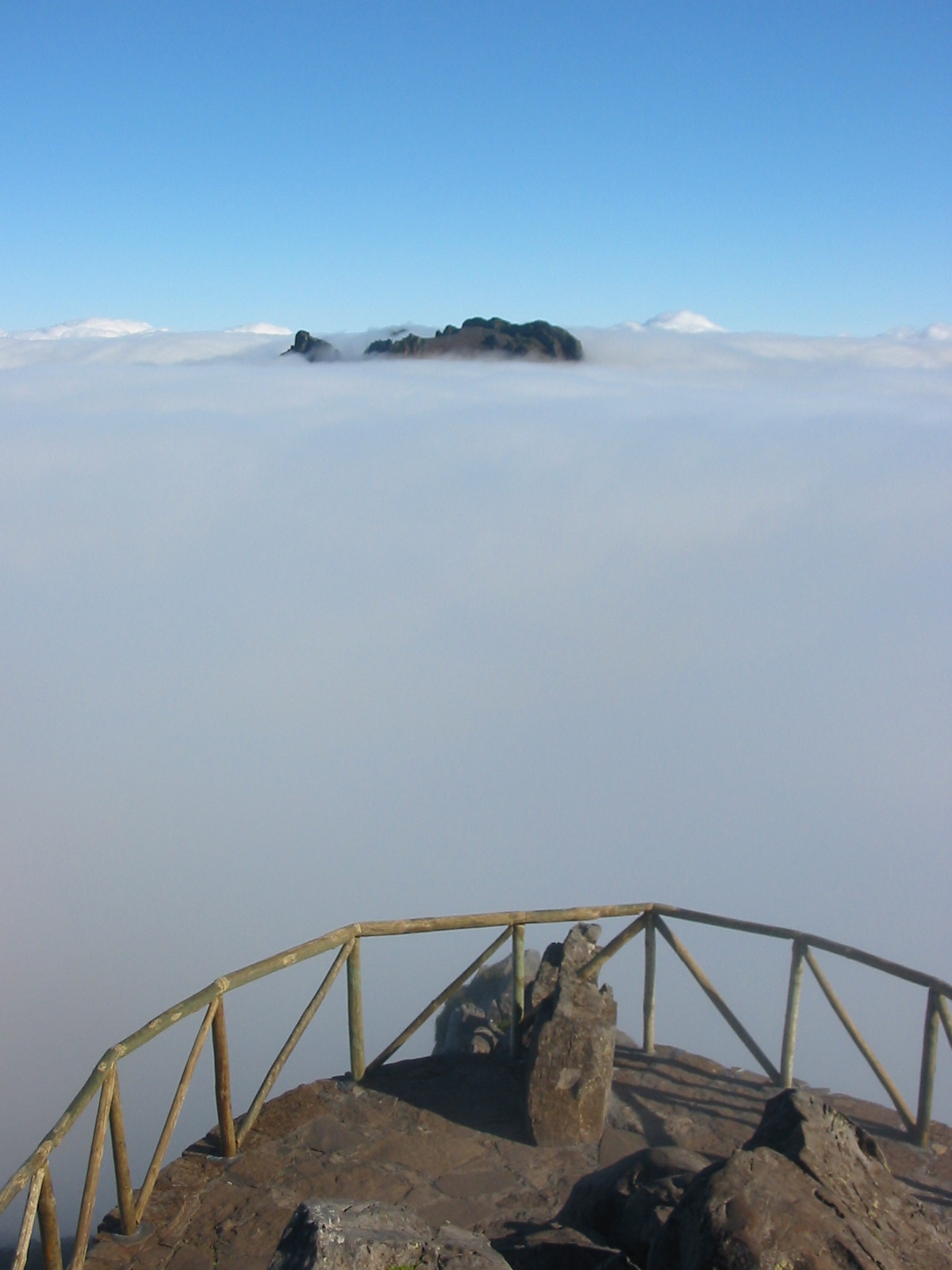
Вид на сусідню вершину Піку-Руйву